# Cantó de Toló-6
El cantó de Toló-6 és un cantó francès del departament de la Var, situat al districte de Toló. Compta amb part del municipi de Toló.

## Municipis
- Toló

## Història
| Data d'elecció                           | Identitat                   | Partit           | Qualitat |
| ---------------------------------------- | --------------------------- | ---------------- | -------- |
| 1970-1994                                | Maurice Arreckx             | RI, després UDF  |          |
| 1994-2001                                | Eliane Guillet de la Brosse | FN               |          |
| 2001-                                    | Caroline Depallens          | RPR, després UMP |          |
| les dades anteriors no són pas conegudes |                             |                  |          |
|                                          |                             |                  |          |

| 1962 | 1968 | 1975 | 1982 | 1990   | 1999   | 2006   |
| ---- | ---- | ---- | ---- | ------ | ------ | ------ |
| -    | -    | -    | -    | 30.994 | 27.694 | 29.423 |